# 程天祚
程天祚（？—？），廣平郡人。南朝宋武將，官至山陽太守。程天祚亦擅長針灸之術，曾有《針經》六卷及《灸經》五卷傳世，但今已散佚。

## 生平
程天祚初為殿中將軍，元嘉二十七年（450年）北伐期間，程天祚調往彭城協助防守，而那時駐彭城的徐州刺史、武陵王劉駿奉宋文帝命派參軍劉泰之為帥，總領五軍進攻入侵汝陽的北魏永昌王拓跋仁，程天祚擔當泰之軍副隨同領一軍的垣謙之督戰。大軍最初乘其不備突襲成功，並一度追擊，但在退還汝陽休息時被汝陽的北魏守軍連同虎牢援軍攻撃，程天祚兵敗受傷，為魏軍所俘。魏太武帝欣賞天祚針灸之術，竟讓他長伴左右，甚至同車，並封他為南安公。不過，程天祚仍心向南方，在魏軍北撤時，不但勸父祖自南方北逃避禍的魯秀南歸，自己更乘魏太武帝酒醉不起時假稱受命督促後軍，並故意作出一些小處罰。因著皇帝的親信，魏人都不敢懷疑他，程天祚於是趁機南逃。
元嘉二十九年（452年），宋文帝乘魏太武帝去世，派程天祚連同魯爽、魯秀兄弟率領四萬荊州兵配合東線蕭思話、張永領軍的北伐，然最終因為東線進攻失敗而被逼撤軍。
元嘉三十年（453年），太子劉劭弒父登位，武陵王劉駿起兵討伐，以柳元景為前鋒率先領軍進兵建康。柳元景進至建康要地新亭建壘，劉駿派時為龍驤將軍、行參軍的程天祚領兵協助元景，並在新亭東南據守高地。劉劭派兵來攻，乘着程天祚營壘未固而將之擊破，但因柳元景奮力作戰，更派兵協助程天祚收復據點，最終擊破了進攻的劉劭軍。最終劉駿亦取得勝利，殺劉劭即位，是為宋孝武帝。孝建元年（454年）時豫州刺史魯爽聯同荊州刺史、南郡王劉義宣及江州刺史臧質等人起兵反抗宋孝武帝，時左軍將軍薛安都奉命進據歷陽，時程天祚為歷陽太守，曾參與擊斬魯爽部將楊胡與。
程天祚後任輔國將軍、山陽太守。泰始元年（465年），宋明帝在壽寂之等人殺宋前廢帝後登位，然而即位之初並未得全國大部分地方支持，各鎮紛紛支持在尋陽的晉安王劉子勛，這亦包括程天祚。泰始二年（466年），龍驤將軍劉道符進攻山陽，程天祚請降。